# Pengpo
Pengpo (kinesiska: 彭婆, 彭婆镇) är en köping i Kina. Den ligger i provinsen Henan, i den centrala delen av landet, omkring 110 kilometer väster om provinshuvudstaden Zhengzhou. Antalet invånare är 59 615. Befolkningen består av 29 557 kvinnor och 30 058 män. Barn under 15 år utgör 23,0 %, vuxna 15-64 år 70 %, och äldre över 65 år 6,0 %.
Genomsnittlig årsnederbörd är 686 millimeter. Den regnigaste månaden är september, med i genomsnitt 132 mm nederbörd, och den torraste är januari, med 6 mm nederbörd.